# Тра Армънами
„Тра Армънами (на арумънски: Trâ Armânami) е арумънско месечно информационно списание, издавано от 1980 година в Париж, Франция от Асоциацията на френските арумъни. Списанието е четиристранично, печатано на хектограф. Основател е Янку Перифан, автор на повечето статии. Публикува текстове на арумънски и френски.